# Andoni Cedrún
Andoni Cedrún Ibarra (né le 5 juin 1960 à Durango) est un joueur de football professionnel espagnol.
Ce gardien de but porte pendant l'essentiel de sa carrière les couleurs du Real Saragosse, avec lequel il dispute plus de 300 matchs de championnat en douze saisons.

## Carrière
Fils du gardien de but emblématique Carmelo Cedrún, Andoni Cedrún est formé à l'Athletic de Bilbao, où il dispute 21 matchs lors de sa première saison professionnelle en 1980-1981, à l'âge de 20 ans. Barré rapidement par l'explosion au plus haut niveau d'Andoni Zubizarreta (qui mène le club basque au titre de champion d'Espagne en 1983), il part au Cádiz CF puis au Real Saragosse, où il signe en 1984. Il s'y impose immédiatement comme titulaire, y remporte la coupe du Roi en 1986 et dispute 144 matchs de championnat en quatre saisons. 
En 1988, le club recrute pourtant le gardien de but international paraguayen José Luis Chilavert, qui relègue Cedrún sur le banc deux saisons. Avec le départ du Paraguayen en Argentine à l'automne 1990, Cedrún retrouve sa position de n°1 à 30 ans, qu'il conserve jusqu'en 1993, à partir de quand il doit faire face à la concurrence du jeune Juanmi García (en). Il reste toutefois le gardien principal, ce qui lui permet de remporter une nouvelle coupe d'Espagne et surtout la Coupe d'Europe des vainqueurs de coupe en 1995. 
Devenu remplaçant la saison suivante, il tente sa chance au CD Logroñés en 1996 avant de prendre définitivement sa retraite sportive.

## Palmarès
- Champion d'Espagne en 1983 avec l'Athletic Bilbao
- Vainqueur de la Coupe d'Espagne en 1986 et 1994 avec le Real Saragosse
- Vainqueur de la Coupe d'Europe des vainqueurs de coupe en 1995 avec le Real Saragosse